# 帕维尔·莫夏尔科夫
帕维尔·伊万诺维奇·莫夏尔科夫（俄语：Павел Иванович Мощалков，1903年1月9日—1978年3月2日）苏联军事指挥官，上校军衔，是苏联军队在唯一一位三次获得苏沃洛夫勋章而没有将军军衔的人。

## 生平
1903年1月9日生于克拉斯諾亞爾斯克一戶農民家庭裡。

### 革命与内战
莫夏尔科夫在参军前，曾在克拉斯诺亚尔斯克的一家铸铁厂工作。
1920年8月10日，他加入了新成立的叶尼塞第一共产主义团，并参加了在克拉斯诺亚尔斯克附近消灭白军的行动。
1921年11月，他被派往伊尔库茨克西伯利亚第六步兵学校，然后被调到鄂木斯克炮兵学校，从那里被派往塞米巴拉金斯克西伯利亚第二十一步兵学校。

### 战争期间
1922年10月底莫夏尔科夫被派往托木斯克第25步兵学校（1925年5月被调到鄂木斯克）学习，1925年8月毕业，被任命为伊尔库茨克第35步兵师西伯利亚步兵师第103团排长。1926年11月，他在下乌金斯克的第八领土预备役团指挥一个排。1929年5月，他被任命为伊尔库茨克第35步兵师彼得罗巴甫洛夫斯基补兵团第104团团长，在那里他相继担任团学校排长、机枪连指挥官、副营指挥官、团学校指挥官、参谋长和训练营指挥官、团参谋长助理。1929年11月17日至12月22日，第35步兵师参加了中国东北的中东路事件的军事行动。
1937年9月，莫夏尔科夫上尉被伏龙芝军事学院录取。1939年9月，他被调到第70步兵师担任作战部主任。1939-1940年苏联-芬兰冬季战争期间，该师在维堡的战斗中脱颖而出。他的部队带着重型设备穿过维堡湾的冰层，到达对岸，切断了赫尔辛基-维堡之间战略要道，从而保护了维堡方向其他军队的安全。在这场战争中，他被授予红旗勋章。
战争结束后，莫夏尔科夫少校从1940年4月起指挥该营参加军事训练和党务领导再培训课程。
自1940年以来，他一直是苏联共产党党员。

### 苏德战争
1941年10月10日，在维亚济马防御战役中，莫夏尔科夫所属部队在维亚济马被包围。1942年1月20日，莫夏尔科夫和其他7人一起突围出来并成果抵达莫斯科。但因被认为是间谍和逃兵接收了特别审查，曾一度被判有罪。后来在格奥尔基·朱可夫和康斯坦丁·罗科索夫斯基等人的努力下，莫夏尔科夫洗脱了罪名。莫夏尔科夫继续参加苏德战争，最后成功攻入柏林。